# Dover–Calais

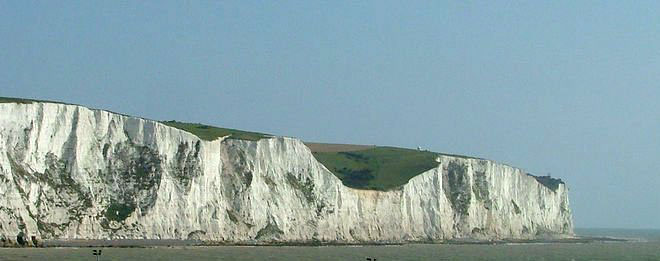
Dovers vita klippor

"Dover–Calais" är en balladlåt skriven av Tommy Ekman och Christer Sandelin och ursprungligen framförd av popgruppen Style den 22 mars 1986 i det årets svenska melodifestival där bidraget slutade på tredje plats.
Sångtexten handlar om ett kärleksmöte mellan två människor ombord på båten i trafik mellan Storbritannien och Frankrike. 

## Framgångar
På singellistorna placerade den sig som högst på första plats i Sverige, låg på listan i tolv veckor medan den i Norge låg på listan i tre veckor med en sjätteplacering som bästa resultat. 
Melodin låg på Svensktoppen i 12 veckor under perioden 13 april–29 juni 1986, och de sju första veckorna på Svensktoppen tillbringades på förstaplatsen.
Den 29 mars 1986 gick sången upp i topp på Trackslistan, vars topp den nådde den 5 april 1986.

## Coverversioner
1986 spelade Göteborgsgruppen Di få under bordi, som senare skulle utvecklas till Black Ingvars, in sången som Domus–Paleys. Titeln alluderar på caféet Paley (senare omstöpt till Evas Paley) och varuhuset Domus, som på den tiden låg på var sin sida av Avenyn i Göteborg.
Ernst-Hugo Järegård framförde en cover på låten i radioprogrammet Eldorado. Järegård läste texten till ackompanjemang. Denna finns med på samlingen Eldorado. Äventyret fortsätter... från 1987.

## Listplaceringar
| Lista (1986) | Topplacering |
| ------------ | ------------ |
| Norge        | 6            |
| Sverige      | 1            |